# Салтиков Іван Петрович
Салтиков Іван Петрович (28 червня 1730, Москва, Російська імперія — 14 листопада 1805, Санкт-Петербург, Російська імперія) — російський воєначальник, генерал-фельдмаршал (1796), син генерал-фельдмаршала П. С. Салтикова. Київський та московський генерал-губернатор.

## Біографія
Народився у знатній дворянській родині, син фельдмаршала Петра Салтикова. На військовій службі — з 1745 року, служив у Лейб-гвардії Семеновському полку. З 1758 року — камер-юнкер імператорського двору.
Учасник Семирічної війни. За успіхи в боях за Кенігсберг і Ельбінг, при Цорнсдорфі отримав військові звання бригадира (1760) і генерал-майора (1761), був нагороджений орденом Святого Олександра Невського.
Учасник російсько-турецької війни 1768—1774 років, командував дивізією. Прославився як хоробрий, але водночас і невмілий воєначальник. Нагороджено орденом Св.Георгія 2 ступеню, золотою шпагою з діамантами.
У 1780 році для поправлення здоров'я Салтиков з родиною поїхав за кордон; вони відвідали Берлін, Дрезден, Брюссель. Подружжя жило три місяці в Лондоні і провело більше року в Парижі, де робили величезні борги. По поверненню отримав звання генера-аншефа, командував корпусом, що діяв у Речі Посполитій.
З 1784 року — генерал-ад'ютант, владимирський і костромський намісник. На цих посадах налагодив тісну співправцю з намісницькими правліннями. Переважно уважно слідкував за недопущенням заворушень серед селян, вчасному сплату податків.
1788 року напочатку нової війни з Османською імперією захопив Хотин. Під час російсько-шведської війни 1788—1790 років — головнокомандувач фінляндської армії. Після укладання Верельського миру 1790 року отримав звання підполковника гвардії Кінного полку та діамантні знаки ордена св. Андрія. З 1795 року — у відставці через конфлікт з Петром Рум'янцевим-Задунайським.
З початком правління Павла I 1796 року відновлений на військовій службі. Імператор присвоїв Салтикову звання спочатку генерала від кввалерії, потім генерал-фельдмаршала (15 грудня 1796), шефом Кірасирського полку. Із 15 грудня 1796 року — київський генерал-губернатор. До того ж І. Салтиков був призначений генералінспектором над усією кавалерією. Він також отримав у підпорядкування (спочатку тимчасове) «українську армію», командувач якої генерал-фельдмаршал О. Рум'янцев-Задунайський був хворий.  На цій посаді багато часу приділяв балам та різним раутам, що проходили у палаці К.Розумовського, де з дозволу останнього оселився Салтиков. В січні 1797 року отримав на додачу до своїх повноважень військового губернатора функції цивільного нагляду в Малоросійській губернії. Активно втручавсяу призначення місцевих чиновників, насамперед городничих. У 1797 році І. Салтиков підтримував зв’язок з кам’янець-подільським військовим губернатором О. Беклешовим. Деякі полки української інспекції, над якою головував  І.Салтиков, отримували рекрутів з території Подільської губернії. 
Із 2 листопада 1797 року — московський генерал-губернатор (раніше цю ж посаду займав і його батько). Смерть дружини 1802 р. стала для Салтикова важким ударом і, остаточно погіршило його здоров'я. З 1804 року — у відставці за власним бажанням. Мешкав і помер у Санкт-Петербурзі.

## Військові звання
- Бригадир (1760)
- Генерал-майор (1761)
- Генерал-поручник (1766)
- Генерал-аншеф (1773)
- Генерал-фельдмаршал (1796)

## Нагороди
Був нагороджений орденами Андрія Первозванного, Святого Георгія 2-го ступеня, Святого Володимира, Святого Олександра Невського, Святої Анни, орденом Святого Іоанна Єрусалимського, почесною золотою зброєю.

## Родина
Дружина — Дар'я Чернишова (1739-1802), донька дипломата П. Г. Чернишова
Діти:
- Параска (1772-1859) - фрейліна, в 1795 вийшла заміж за сенатора Петра Васильовича Мятлєва (1756-1833)
- Катерина (1776-1815) - фрейліна з 1795 року, померла дівчиною.
- Ганна (1779-1824) - фрейліна, в лютому 1800 вийшла заміж за графа Григорія Володимировича Орлова (1777-1826)
- Петро (1784-1812), з 1799 камергер, полковник